# Colin Carruthers
Colin Gordon Carruthers (ur. 17 września 1890 w Agincourt, zm. 10 listopada 1957 w Kingston) – brytyjski hokeista.
Carruthers był członkiem brytyjskiej drużyny, która zdobyła brązowy medal podczas Zimowych Igrzysk Olimpijskich w 1924 roku oraz zajęła czwarte miejsce w Zimowych Igrzyskach Olimpijskich w 1928 roku. Jego młodszy brat Eric również brał udział w obu turniejach olimpijskich z Colinem.